# フルーチェ

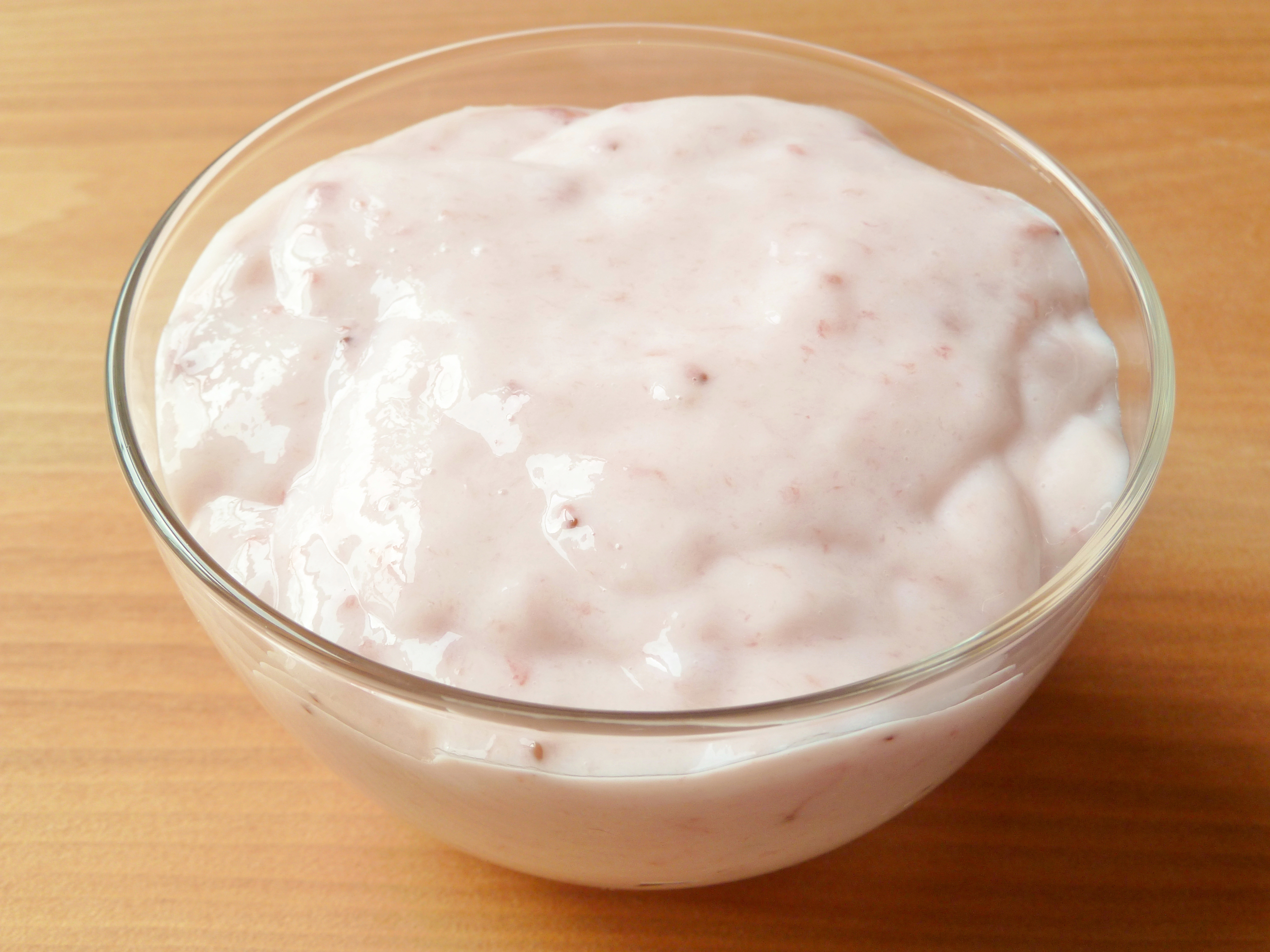
フルーチェ(イチゴ味)

フルーチェは、ハウス食品が製造・販売する即席デザートベースの商品名。牛乳と混ぜることにより、果肉入りのデザートができる。
1976年発売。「フルーチェ」という商品名は、英語で「果物」という意味の「フルーツ」（fruit）と、イタリア語で「菓子」を意味する「ドルチェ」（d'olce）からの造語で、英語表記は"Fruiche"。

## 概要
多くのバリエーションがあるが、通常の商品は200g入りのレトルトで4人分。イチゴ、モモなどの果実風味が中心である。
作り方は、常温のフルーチェ1袋に冷えた牛乳を加え、とろみが出るまでかき混ぜる。フルーチェに含まれるペクチンと牛乳中のカルシウム分とのゲル化反応により固まるため、カルシウムの含有量が少ない成分無調整豆乳では固まらない。牛乳と同程度のカルシウムを含む豆乳であれば固まるが、風味や食感は牛乳で作った場合と異なる。また、種類別表示が「牛乳」以外の場合、「加工乳」や「乳飲料」では固まらないことがある。「成分調整牛乳」、「低脂肪牛乳」、「無脂肪牛乳」であれば固まるが、色や味が通常と異なる場合がある。
製造は愛知県江南市にあるハウス食品グループのサンハウス食品にて行われている。

## 歴代イメージCMモデル
早見優 - 1986年前期
伊藤智恵理 - 1986年後期

## バリエーション
- フルーチェアジア
2003年発売。トロピカルフルーツを使い、アジアンスイーツの風味を取り入れた[1][3]。

- フルーチェCの果実
2007年発売。ビタミンCを1000mg配合。キウイ&アセロラ、パイナップル&シークワーサー等[1][* 6]。

- フルーチェ ハンディータイプ
2007年発売。パウチ容器に入った1人分の製品[* 7]。廃版[1]。

- ベジタブルフルーチェ
2008年発売。果実風味ではなく緑黄色野菜を使っていた[* 8]。廃版[1][4]。

- フルーチェ Sweets
2010年に「練乳風味のミックスベリー」、「ホワイトチョコ風味のイチゴ」を発売。2012年にシリーズ名を「フルーチェ Sweets」に変更[* 9]。

- 飲むフルーチェ
2011年発売。缶入り。廃版[1]。

- 贅沢フルーチェ
2014年発売。従来に比べ果肉を1人分あたり2倍使用している[* 10][4]。

- フルーチェLight
2015年発売。甘さとカロリーを抑えたタイプ[* 11]。

- プチフルーチェ
100円ショップ向けの150g入り2～3人分の商品[* 12]。
- フルーチェSweets　＜マンゴー杏仁＞
マンゴー果肉とマンゴーピューレが入った、杏仁デザートのおいしさを楽しめるスイーツタイプ[5]。
- フルーチェ〈濃厚パイン〉
2022年発売。パインのおいしさがギュッと詰まった濃厚な風味[6]。

## 派生商品
- シャリーチェ
2016年に「フローズン フルーチェ」として発売[* 13]。凍らせて牛乳を加えて作る。成分調整牛乳、低脂肪牛乳、無脂肪牛乳、豆乳、ヨーグルトでも作ることができる[* 14]。

- わふーちぇ
2018年発売。和風デザート[* 15]。